# Acksjön, Västergötland
Acksjön är en sjö i Skara kommun i Västergötland och ingår i Göta älvs huvudavrinningsområde. Sjön är 5 meter djup, har en yta på 0,104 kvadratkilometer och är belägen 129 meter över havet. Sjön avvattnas av vattendraget Sjöråsån (Västerbroån).
Acksjön ligger en kilometer norr om Eggby. Sjön får sitt vatten från sjöarna Stora Ljungsjön och Lilla Ljungsjön i öster och Acksjömossen i väster. Sjön passeras i öster av vandringsleden Flämsjön runt.

## Remningstorps arboretum
På udden Bockön ligger Remningstorps arboretum som drivs av Hildur och Sven Wingquists stiftelse för skogsvetenskaplig forskning. Här återfinns 50-talet för Sverige exotiska trädarter. Udden är även bevuxen med grova ekar och har en iordningställd grillplats. Genom arboretumet går den 500 meter långa Wingquists led. En kilometer nordväst om sjön ligger Skogsmuséet på Remningstorp som visar skogsbrukets utveckling från sent 1800-tal till 1980.

## Delavrinningsområde
Acksjön ingår i det delavrinningsområde (648789-137099) som SMHI kallar för Ovan Svartån. Avrinningsområdets medelhöjd är 104 meter över havet och ytan är 49,97 kvadratkilometer. Det finns ett delavrinningsområde uppströms, och räknas det in blir den ackumulerade arean 59,6 kvadratkilometer. Sjöråsån (Västerbroån) som avvattnar avrinningsområdet har biflödesordning 2, vilket innebär att vattnet flödar genom totalt 2 vattendrag innan det når havet efter 204 kilometer. Delavrinningsområdet består mestadels av skog (47 procent) och jordbruk (39 procent). Avrinningsområdet har 0,42 kvadratkilometer vattenytor vilket ger det en sjöprocent på 0,8 procent.